# Bien-être
La notion de bien-être renvoie, dans le sens commun, à un ensemble de facteurs considérés de façon séparée ou conjointe : la santé, la réussite sociale ou économique, le plaisir, la réalisation de soi, l'harmonie avec soi-même et avec les autres.
Elle a fait l'objet d'un intérêt accru de la part notamment de psychologues se rattachant au courant de la psychologie positive.
En France, en 2000, le chercheur Jean-Pierre Rolland considère que deux approches sont à distinguer. La première, d'inspiration sociologique, va s'intéresser aux conditions de vie qui vont amener les individus à faire une évaluation positive de leur vie ; la seconde, plus psychologique, considérera que le bien-être renvoie à une personne pour laquelle les émotions positives sont plus intenses ou plus présentes que les émotions négatives.

## Définition
Depuis les années 1990, il y a un accord assez large sur le plan scientifique pour dire que le bien-être est un phénomène subjectif qui renvoie d'une part à des composantes cognitives [ressortant de la satisfaction de la vie] et des composantes émotionnelles [qui renvoient à l'équilibre entre affects positifs et affects négatifs]. La satisfaction de vie s'évalue en interrogeant la personne sur la façon dont elle évalue sa vie de manière globale, les composantes émotionnelles positives et négatives. Diener parle à ce propos de composante ou niveau hédonique : « Le niveau hédonique renvoie à l’équilibre entre le caractère agréable et désagréable de sa propre vie émotionnelle ».
Dès lors, pour Rolland, « le bien-être subjectif n’est pas simplement l’absence de facteurs négatifs fournies par la plupart des échelles de mesure de santé mentale, il inclut également [la présence et le poids] des composantes positives (émotions agréables) ».

## Approches du bien-être
Le bien-être a deux approches distinctes : le bien-être subjectif et le bien-être psychologique.
Le bien-être subjectif, aussi appelé hédonique, se définit par la présence d'émotions positives et la satisfaction dans divers domaines de la vie. Il s'agit de ressentir du plaisir et de minimiser la douleur, le bonheur étant perçu de manière contextuelle et temporaire. Cette approche se concentre sur les émotions et l'humeur positive, mais elle peut engendrer de l'anxiété si l'on cherche à rendre ces plaisirs permanents. Par contre, elle ne prend pas en compte les questions existentielles et les buts de vie plus profonds.

En revanche, le bien-être psychologique, approche eudémonique, se concentre sur le développement personnel et la création de sens dans la vie. Il se base sur 6 dimensions psychologiques (autonomie, maîtrise de l'environnement, relations positives, but dans la vie, réalisation de son potentiel, et acceptation de soi) et cinq dimensions sociales (cohérence sociale, actualisation sociale, intégration sociale, acceptation sociale, et contribution sociale). Cette approche va au-delà du simple bonheur, puisqu'elle favorise l'épanouissement individuel et la contribution à la communauté.

### Mode de vie
Pour l'utilitarisme, le bien-être se définit comme le mélange de plaisirs et de l'absence de peine, et prône la maximisation du bien-être général.

### À l'école
Selon le Conseil européen de l’éducation [2001], l’éducation et la formation doivent non seulement viser le développement de compétences tout au long de la vie, mais aussi œuvrer à l’épanouissement des personnes, d’où la préoccupation pour le bien être des élèves et de leur qualité de vie au sein des établissements scolaires.
Plusieurs facteurs peuvent intervenir dans le sentiment de bien être : la justice scolaire avec des règles clairement explicitées, le sentiment de sécurité, les relations positives avec les enseignants dans un parcours individualisé, une relation constructive entre les élèves, la bienveillance de la communauté éducative, la cohérence des propositions de l’équipe pédagogique, la satisfaction à l’égard de la classe, la coopération, les évaluations encourageantes, la responsabilisation, la coéducation parents professeurs, le sentiment de reconnaissance et de respect, le sentiment d’appartenance à la communauté scolaire, le sentiment d’estime de soi, la prise de conscience du lien santé physique et santé mentale, la motivation, le sentiment de développer pleinement son potentiel, une architecture scolaire adaptée,.

### Au travail
Il peut inclure – mais ne s'y limite pas – l'absence de fatigue et de stress.

### Santé
Santé et bien-être sont indissociables puisque, depuis 1946, l'OMS définit la santé comme « un état de complet bien-être physique, mental et social, [qui] ne consiste pas seulement en une absence de maladie ou d'infirmité ».
René Dubos présente la santé comme la convergence des notions d'autonomie et de bien-être.

### Société
- Le Bien-être social désigne au Québec l'aide sociale.

## Dérives
Cette notion sert aussi d'étendard au marketing pour vendre des compléments alimentaires, cosmétiques voire des gris-gris, et surtout des « formations », « stages » et des pratiques pseudo-médicales en dehors de tout cadre règlementaire et surtout bien souvent de toute formation réelle des formateurs.
La notion de bien-être peut servir de mot fourre-tout pour promouvoir des pratiques malhonnêtes. Ainsi, santé et bien-être représentent 40% des signalements de dérives sectaires en France en 2020.

Le médecin et criminologue Jean-Marie Abgrall est l'auteur de plusieurs enquêtes sur le sujet (comme La mécanique des sectes en 1996 ou Les Charlatans de la santé en 1998). Il décrit ainsi le phénomène : 

« Profitant de l’attirance grandissante du public pour les thérapies alternatives et les médecines douces, les groupes les plus divers investissent, depuis plusieurs décennies mais plus encore aujourd’hui dans des proportions inquiétantes, le domaine de la santé et du bien-être par une multitude d’offres de soins et d’accompagnement au développement personnel, assorties de promesses de guérison et de vie harmonieuse ici-bas et même au-delà.
Ce succès engendre des risques divers, depuis l’escroquerie pure et simple jusqu’à la dérive « thérapeutique », voire sectaire au sens des critères retenus par les pouvoirs publics. »

Pour lutter contre ces pratiques, la Mission interministérielle de vigilance et de lutte contre les dérives sectaires (MIVILUDES) a mis gratuitement à disposition un Guide santé et dérives sectaires.